# تومر
تومر (بالعبرية: תומר) (بالإنجليزية: Tomer)‏ موشاف استيطاني إسرائيلية، أقيمت عام 1976 في غور الأردن شرق الضفة الغربية على أراضي بلدة فصايل في محافظة أريحا، وتقع إداريًا ضمن اختصاص مجلس غور الأردن الإقليمي. في عام 2018 كان عدد سكانها 283 مستوطنًا.

## الجانب القانوني
يعتبر المجتمع الدولي المستوطنات الإسرائيلية في الضفة الغربية غير قانونية بموجب القانون الدولي، لكن الحكومة الإسرائيلية تعارض ذلك.